# Krambin

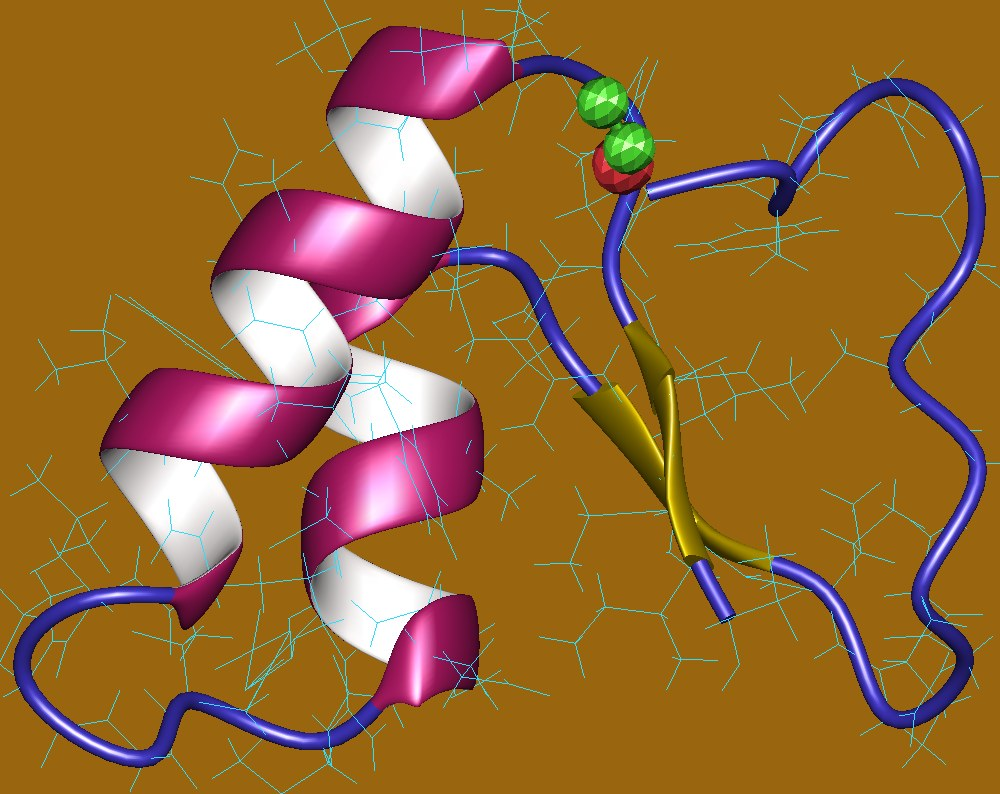
Krambin monomer, káposzta

A krambin a káposztamagban található kisméretű raktározó fehérje, 46 aminosav alkotja. Széleskörűen vizsgálták gamma-sugár krisztallográfiás módszerrel, mivel a kristálya egyedi és a diffrakciófelbontása 0,48 Å. Neutronszórási mérések is rendelkezésre állnak 1,1 Å felbontásig.